# Evin Incir
Evin Incir, née le 15 juin 1984 à Diyarbakır, en Turquie, est une femme politique suédoise.
Membre du Parti social-démocrate suédois des travailleurs, elle siège au Parlement européen depuis 2019. Elle y est membre de la Commission des libertés civiles, de la justice et des affaires intérieures, ainsi que membre de la Délégation aux relations avec la Palestine, de la Délégation à la commission parlementaire mixte UE-Turquie et de la Délégation aux relations avec l’Iran. 

## Biographie
Evin Incir est née en Turquie, d'origine kurde. Elle arrive en Suède à l'âge de 9 ans. 
En 2022, elle reçoit le prix de la revue du parlement pour la diversité, l'inclusion et de l'impact social. 
En 2023, elle est corapporteuse au Parlement européen sur les violences fondées sur le genre, intervient dans la presse française à la suite de l'opposition de ce pays au texte européen qui définirait le viol comme un acte sexuel non consenti,,,. 
Il s'agit de considérer que le fait d'accomplir un acte sexuel avec une personne qui n'y participe pas volontairement doit être punissable. Pour condamner un auteur de viol, il ne serait  plus nécessaire que des violences ou des menaces aient été utilisées (loi française actuelle), ou que la situation particulièrement vulnérable de la victime ait été exploitée. Avec cette réglementation fondée sur le consentement, la Suède dispose déjà d'une législation qui stipule clairement que les relations sexuelles non volontaires sont illégales,,.